# رئالیسم شاعرانه

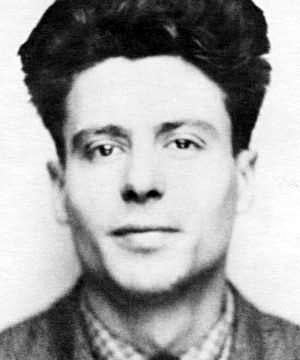
ژان ویگو کارگردان فرانسوی که در دههٔ ۱۹۳۰، رئالیسم شاعرانه را بنیان نهاد.

رئالیسم شاعرانه (به فرانسه: Réalisme poétique) جنبشی در سینمای فرانسه بود که از اوایل دهة ۱۹۳۰ آغاز شد. ژان رنوار، مارسل کارنه، ژولین دوویویه و ژان گرمیون فیلم‌سازانی بودند که در این دهه در قالب گروه نه چندان منسجمی به فیلم‌سازی پرداختند و جنبش رئالیسم شاعرانه را به وجود آوردند. گرچه این جنبش همچون جنبش مونتاژ شوروی یا امپرسیونیسم فرانسه، حرکتی منسجم و متحد نبود. فیلم‌های رئالیسم شاعرانه دارای لحنی توام با حسرت و ناامیدی است. این فیلم‌ها معمولاً دربارهٔ حاشیه نشینانی است که در ناامیدی و یاس زندگی می‌کنند. قهرمانان برآمده از چنین قشری در میانه فیلم معمولاً با رویدادی دچار عشقی آرمانی شده و امید در کالبدشان دمیده می‌شود. اما پایان فیلم‌های جنبش رئالیسم شاعرانه معمولاً توامان با یاس و ناامیدی ست؛ این قهرمانان دوباره ناامید می‌شوند و فیلم با توهم زدایی و مرگ قهرمان فیلم به پایان می‌رسد. این سینما به شدت تقدیرگرا است و تقدیر را حاکم بر زندگی قهرمانان می‌داند. 

## زمینه‌های پیدایش و گسترش جنبش
فروپاشی دو کمپانی بزرگ فیلم‌سازی فرانسه، پاته و گومون، در دهه ۱۹۳۰ بازار تولید فیلم فرانسه را در اختیار کمپانی‌های کوچک فیلم‌سازی قرار داد، به گونه‌ای که بیش از ۹۰ درصد تولیدات سینمایی نیمه دوم دهه ۱۹۳۰ فرانسه توسط این کمپانی‌های کوچک ساخته شد. این شرایط همچنین دسترسی فیلم‌سازان مستقل و هنری فرانسوی را به استودیوها و امکانات و تجهیزات فیلم‌سازی تسهیل کرد. شرکت‌های فیلم‌سازی فرانسوی بر خلاف کمپانی‌های بزرگ آمریکایی که با یکدیگر برای تشکیل یک تراست به توافق رسیده بودند، به رقابت با یکدیگر پرداخته و سعی در حذف رقبا از بازار داشتند که موجب تضعیف این شرکت‌ها شد. اما همین تضعیف نظام استودیویی انعطاف و آزادی بیشتری برای فیلم‌سازان فرانسوی مهیا کرد.
دو عامل به فیلم‌سازان فرانسوی و به خصوص فیلم‌سازان جنبش رئالیسم شاعرانه فرصت ابراز و ظهور داد؛ یکی مقررات دولتی که از تولید داخلی حمایت می‌کرد و دیگری پیدایش صدا در سینما که مخاطبان فرانسوی را به شنیدن دیالوگ‌ها به زبان فرانسوی مشتاق می‌کرد.

### جبهه مردمی
جنبش رئالیسم شاعرانه را می‌توان سایه‌ای از عروج و افول ائتلاف احزاب چپ فرانسه تحت عنوان جبهه مردمی قلمداد کرد. این حزب که در سال ۱۹۳۶ به قدرت رسید با شعارهایی امیدوارکننده وعده تغییرات زیادی در اوضاع مردم را داده بود. اما تنها ۶ ماه حکومت این ائتلاف کافی بود که امیدها به یاس تبدیل شوند و ائتلاف حاکم سقوط کند. فیلم‌های یاس آوری همچون بندرگاه مه آلود و روز برمی آید از مارسل کارنه و قاعده بازی از ژان رنوار که در زمره آثار رئالیست شاعرانه قرار می‌گیرند، افول اقبال جبهه مردمی را نشان داده و با تصویری ناامیدکننده در پایان فیلم، خبر از جنگ محتوم می دهند.
دیوید بوردول با اشاره به فیلم‌هایی از دو ویویه و رنوار تصریح می‌کند که "فیلم‌های مهمی که جبهه خلق (جبهه مردمی) الهام بخش آن‌ها بود تفاوت چندانی با فیلم‌های رئالیسم شاعرانه نداشتند." او همچنین معتقد است که در دیگر فیلم‌های جریان رئالیسم شاعرانه که با نگاهی تلخ با قهرمانانی از طبقه کارگر همدردی می‌کنند، تأثیرپذیری از جبهه مردمی دیده می‌شود.

## مولفه‌های سبکی و تماتیک
رئالیسم در رئالیسم شاعرانه با رئالیسم اجتماعی فیلم مستند تفاوت‌های بارزی دارد؛ رئالیسم شاعرانه به شدت سبک پردازی شده‌است و به میزانسن توجه ویژه‌ای می‌شود. بدین گونه که در طراحی دکور، صحنه آرایی و نورپردازی وسواس بسیاری صرف می‌شود. این جنبش از این جهت بسیار از اکسپرسیونیسم آلمان تأثیر پذیرفته‌است. واقع گرایی رئالیسم شاعرانه متکی بر استودیو و معمولاً دارای میزانسن‌های بازسازی شده و استیلیزه است و از این رو رئالیسمی کم و بیش "غیر اصیل" دارد.
رئالیسم انتزاعی رئالیسم شاعرانه با نمادگرایی شاعرانه روایت جفت و جور است. روایت به شدت تقدیرگرایی دارد و بسط روایت به گونه‌ای است که سرنوشت شوم شخصیت اصلی و یاس و ناامیدی او را به خوبی به نمایش بگذارد. مجموعهٔ مؤلفه‌های سبکی و تماتیک، صحنه آرایی، نورپردازی، دیالوگ ها، ایما و اشارات و حرکات، همه در جهت نشان دادن تباهی شخصیت‌های این فیلم‌ها کارکرد دارند. مثلاً در نورپردازی چهره شخصیت اصلی فیلم از پهلو نور می خورد یا به بخشی از مکانی کلیدی که این شخصیت خود را در آن یافته‌است نور تابانده می‌شود یا شی و جسمی در صحنه با نورپردازی به شی ای نمادین تبدیل شده و به انتزاع می رسند.

## فیلمسازان شاخص

### ژان گرمیون
فیلم لیز کوچولو از ژان گرمیون از اولین فیلم‌های سینمای رئالیسم شاعرانه و نمونه پخته این سینماست که ماجرای محکومی تازه از زندان بازگشته است که گناه قتلی که دختر فاحشه‌اش مرتکب شده را به گردن می‌گیرد.این فیلم علاوه بر داستان تراژیکش، با طراحی دکور لازار میرسون، فضاسازی نمونه‌ای رئالیسم شاعرانه را داراست.

### ژاک فدر
پانسیون میموساس (۱۹۳۴) ساخته ژاک فدر یکی دیگر از نمونه‌های اولیه رئالیسم شاعرانه است. این فیلم دربارهٔ زنی پانسیون دار است که عاشق پسرخوانده‌اش می‌شود و تلاش‌های او برای جلوگیری از ارتباط پسرخوانده با دیگران، به مرگ این پسر منجر می‌شود.

### ژولین دو ویویه
ژولین دو ویویه گرایشی به چپ نداشت تا بتوان آثارش را با تأثیر جبهه مردمی تحلیل کرد. اما فیلم‌های او به شدت حامل پیام‌هایی بدبینانه هستند.
مهمترین فیلم دو ویویه در جنبش رئالیسم شاعرانه په په لوموکو (۱۹۳۶) است که از فیلم‌های نمونه‌ای این جنبش است. شخصیت اصلی فیلم، په په با بازی ژان گابن گانگستری است که در محله‌ای دور از دسترس پلیس زندگی می‌کند و عشق او به زنی پاریسی با وجود خطرات فراوان او را از این محله بیرون می کشد که به دستگیری و مرگ او منجر می‌شود. دو ویویه به بهترین شکل حس محبوس شدن په په در این محله را به تصویر می کشد و پایان فیلم با آن جبرگرایی تلخش وجه مشخصه فیلم‌های جنبش رئالیسم شاعرانه ست.
گروه زیبا فیلم دیگر دو ویویه که به جنبش رئالیسم شاعرانه تعلق دارد دربارهٔ فروپاشی همبستگی مردانه طبقهٔ کارگر در مقابل حضور اغواگرانه یک زن است.

### ژان رنوار
ژان رنوار برجسته‌ترین فیلمساز دهه ۱۹۳۰ فرانسه بود که تعدادی از فیلم‌هایش به جنبش رئالیسم شاعرانه تعلق دارد. فیلم ماده سگ (۱۹۳۱) او را از اولین نمونه‌های نخستین رئالیسم شاعرانه می دانند اما پایانی به تلخی فیلم‌های این جنبش ندارد. اما فیلم‌های توهم بزرگ (۱۹۳۷) و قاعده بازی (۱۹۳۹) مهم‌ترین فیلم‌های این فیلمساز در جنبش رئالیسم شاعرانه است. توهم بزرگ دربارهٔ اسیران جنگی فرانسوی در یک اردوگاه اسرا در جنگ جهانی اول است و از این حکایت می‌کند که پیوندهای طبقاتی از پیوندهای ملی اهمیت بیشتری دارد. قاعده بازی اما راوی تضاد بین طبقهٔ اشرافی در حال سقوط فرانسه با طبقه کارگر است. شخصیت‌های خاکستری فیلم و پایان غیرمنتظره آن به همراه دکورهای بزرگ و پیچیده رئالیستی و حرکات مفصل دوربین، این فیلم را به یکی از مهم‌ترین فیلم‌های جنبش رئالیسم شاعرانه تبدیل شد. جنایت موسیو لانژ (۱۹۳۵) فیلم دیگر رنوار است که با تأثیر از جبهه خلق آفریده شد.

### مارسل کارنه
بندرگاه مه آلود (۱۹۳۸) و روز می دمد (۱۹۳۹) دو فیلم اصلی رئالیستی شاعرانهٔ مارسل کارنه هستند که در هر دو ژان گابن نقش اصلی را بازی می‌کند. در بندرگاه مه آلود ژان گابن یک سرباز فراری است که عاشق دختری تحت حمایت یک گانگستر می‌شود و در پایان فیلم پس از کشتن گانگستر خود نیز توسط یکی از افراد او کشته می‌شود. فضاهای تیره و مه آلود و خیابان‌های باران خورده در این فیلم به شاخص فیلم‌های جنبش رئالیسم شاعرانه تبدیل می‌شود که در سالیان بعد چنین فضاهایی بر روی ژانر نوآر نیز تأثیر می گذارد.
روز می دمد یکی دیگر از نمونه‌های رئالیسم شاعرانه است که ماجرای کارگری است که در نخستین صحنه فیلم مرتکب قتلی می‌شود و در آپارتمانی توسط پلیس محصور می گردد. در طول شب، ما به وسیله فلاش بک از ماجرای گذشته کارگر و دلیل چنین قتلی مطلع می شویم. در این فیلم طراحی صحنه آلکساندر تراونر چشمگیر است. ورسیون استودیویی محله‌ای کارگرنشین در فیلم روز می دمد به خوبی امکان ترکیب استیلیزاسیون و رئالیسم را نشان داد.

## درباره ی ژان گابن
ژان گابن بازیگر پرآوازه آن دوره سینمای فرانسه شمایل آرمانی قهرمان بی سرانجام فیلم‌های جنبش رئالیسم شاعرانه فرانسه بود که هیئت زمختش برای نقش آفرینی به عنوان قهرمانان طبقه کارگر به شیوه‌ای باور پذیر مناسب بود. او در بسیاری از فیلم‌های این جنبش از جمله گروه زیبا و په په لوموکو اثر ژولین دو ویویه، بندرگاه مه آلود و روز می دمد به کارگردانی مارسل کارنه و توهم بزرگ اثر ژان رنوار ایفای نقش کرده‌است. آندره بازن منتقد سرشناس فرانسوی در مقاله‌ای تحت عنوان سرنوشت ژان گابن، تصریح می‌کند که گابن در تمام فیلم‌هایش از جمله فیلم‌های رئالیستی-شاعرانه، به سرانجامی خشونت بار گرفتار می‌آید که حالتی از خودکشی دارد. بازن معتقد است که گابن در فیلم‌هایش به تاویل یک داستان از میان داستان‌های گوناگون نمی‌پردازد بلکه همیشه داستان خودش در کار است که باید پایانی غم انگیز داشته باشد.